# Aeroporto Internazionale Murtala Muhammed
L'Aeroporto Internazionale Murtala Muhammed (IATA: LOS, ICAO: DNMM) è un aeroporto situato a Ikeja, nello Stato di Lagos ed è il maggior scalo aeroportuale della Nigeria. Serve la città di Lagos. Il terminal internazionale è stato progettato prendendo spunto dall'Aeroporto di Amsterdam-Schiphol. La struttura ha aperto ufficialmente il 15 marzo 1979.
L'aeroporto è hub della Arik Air.
Nel 2011 l'aeroporto ha gestito 6 748 290 passeggeri, suddivisi tra 4 127 100 su voli nazionali e 2 621 190 su voli internazionali, con un incremento rispetto al 2010 rispettivamente del 6,8 % e 8,8 %.